# Kloostersite Meer

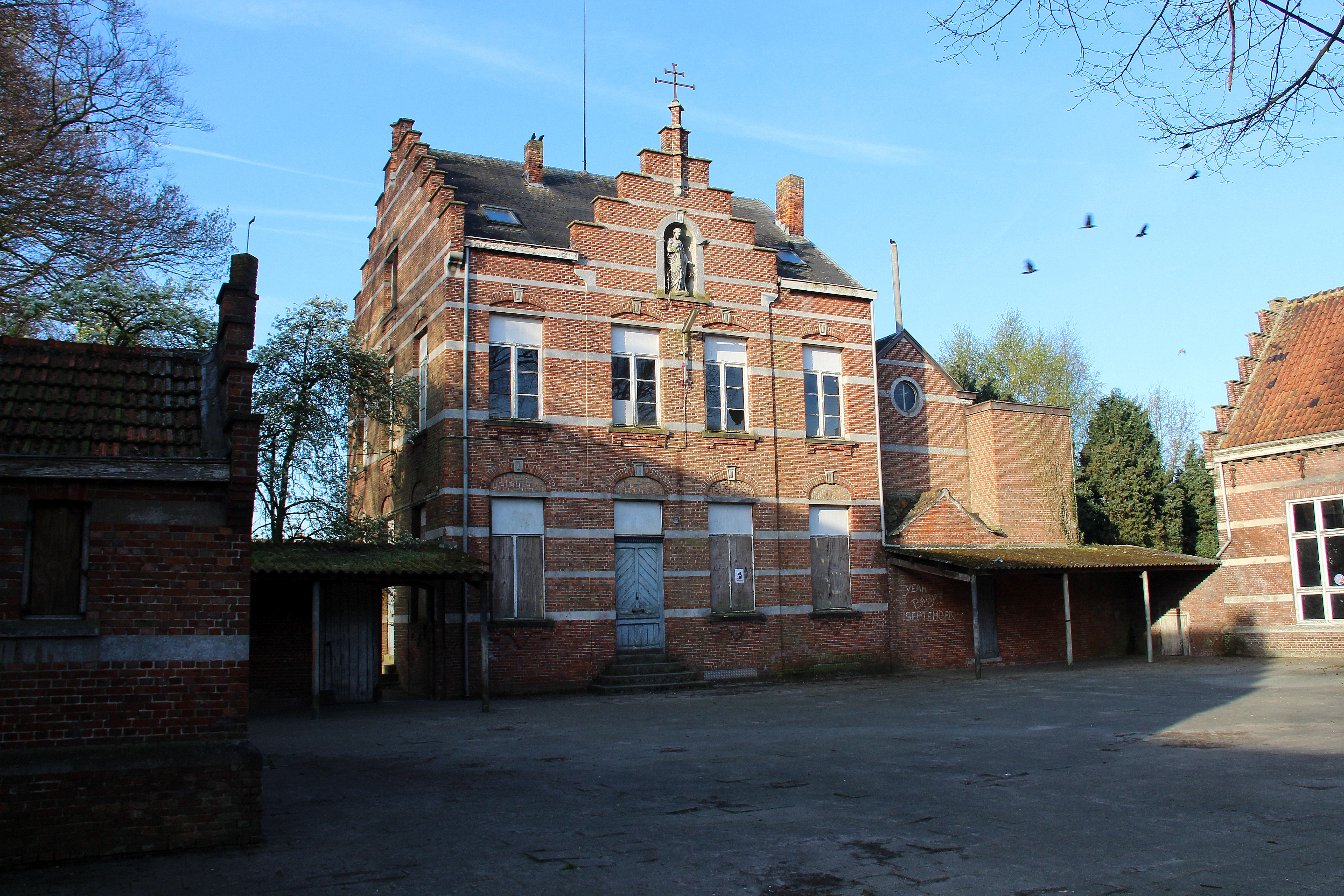
Voormalig klooster zuster Kanunnikessen van het Heilig Graf te Meer met rechts nog een glimp van een klaslokaal uit 1880.

Kloostersite Meer, gelegen langs de Donckstraat in het Belgische plaatsje Meer, is een historische locatie die beschermd is als dorpsgezicht. 
De site omvat verschillende gebouwen, waarvan sommige als monument zijn beschermd, maar niet allemaal dezelfde historische waarde hebben. De site bestaat uit bos en een grasplein en is in totaal 11.760 m² groot. In 2011 werd de kloostersite eigendom van Bouwmaatschappij De Noorderkempen, en vijf historisch waardevolle gebouwen werden in erfpacht overgedragen aan de vzw Klooster Meer, die verantwoordelijk is voor het beheer en de herbestemming van de site.

## Schoolstrijd van 1879
Op de kloostersite in Meer werden in 1880 in allerijl twee paviljoenen in neo-Vlaamse renaissancestijl opgetrokken als reactie op de onderwijswet van minister Van Humbeeck in 1879. Constantijn Van den Berghe, heer van Maxburg, stelde de gronden ter beschikking voor de bouw van deze katholieke school, waar bijna alle kinderen van het dorp, 175 jongens en meisjes, hun opleiding genoten. Slechts enkele meisjes bezochten de officiële staatsschool in de vorige schoolgebouwen.
Na de verkiezingsnederlaag van de liberalen in 1884 werd de oude regeling teruggedraaid. De nieuwe school werd erkend als gemeenteschool en de kinderen en leraren trokken naar de vroegere schoolgebouwen. Dit leidde tot leegstand van de "Vanden Berghe" klassen op de Donk vanaf 1886. Door de snelle bevolkingsgroei in Meer werden de nieuwe klaslokalen toch snel weer in dienst genomen. In 1900 kreeg de Kloostersite een nieuwe bestemming toen de Kanunnikessen van het Heilig Graf van Turnhout er een filiaal openden voor kleuter- en lager onderwijs. Ze bouwden een klooster in dezelfde stijl als de bestaande klaslokalen, met latere uitbreidingen zoals een derde klaslokaal voor meisjes in 1908 en een parochiezaal in 1927. In 1946 namen de zusters van het Heilig Graf de landelijke huishoudafdeling van de zusters van de H.H. Harten van Berlaar over, waardoor de school uitgroeide tot een middelbare huishoudschool die tot 1981 bleef bestaan.
De Kloostersite weerspiegelt een rijke geschiedenis van onderwijs, religie en gemeenschap, met diepgewortelde banden met de schoolstrijd van 1878 en de evolutie van het onderwijs in Meer.

## Nominatie Europa Nostra Award
Het dorpsplein bij het klooster in Meer, Hoogstraten, heeft een nominatie voor de Europa Nostra Award voor erfgoedprojecten gewonnen in de categorie "Citizens’ Engagement and Awareness-raising". Architect Stijn Cools en enkele dorpsbewoners hebben zich ingezet voor de herbestemming van de leegstaande kloostersite, die anders mogelijk door vastgoedontwikkelaars zou worden bebouwd. De jury prees het project als een voorbeeld van hoe erfgoed kan dienen als een verbindende kracht binnen een gemeenschap. Het resultaat omvat onder andere sociale woningen, een theehuis, een B&B, een dienstencentrum en groene ruimte. Deze bekroning wordt gezien als een erkenning van het belang van sociaal weefsel in dorpskernen over heel Europa. De burgemeester van Hoogstraten toonde zich trots op het succes van het project.